# Sergei Nikolajewitsch Tschernikow

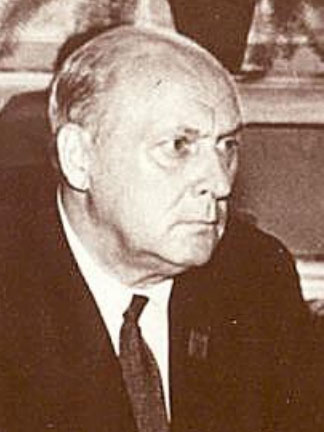
Sergei Nikolajewitsch Tschernikow

Sergei Nikolajewitsch Tschernikow (russisch Сергей Николаевич Черников,  englische Transkription Sergei Nikolaevich Chernikov; * 11. Mai 1912 in Sagorsk; † 23. Januar 1987 in Kiew) war ein russischer Mathematiker, der sich mit Gruppentheorie befasste.

## Leben
Tschernikow besuchte das Pädagogische Institut  in Saratow um Mathematiklehrer zu werden, studierte am Institut für Physik und Mechanik des Urals und der Lomonossow-Universität bei Alexander Gennadjewitsch Kurosch. Er studierte die Arbeiten der russischen Algebraiker  Dmitri Alexandrowitsch Grawe, Nikolai Grigorjewitsch Tschebotarjow und Otto Juljewitsch Schmidt und befasste sich mit unendlichen Gruppen und Verallgemeinerungen von Konzepten (wie dem der Auflösbarkeit) und Sätzen (wie den Satz von Frobenius) über endliche Gruppen auf unendliche Gruppen. 1940 wurde er promoviert (Unendliche lokal auflösbare Gruppen). Zu dieser Zeit war er Leiter der Fakultät für Mathematik im Pädagogischen Institut in Saratow. 1946 wurde er Leiter der Mathematischen Fakultät der Staatlichen Universität des Urals und 1951 an der Universität Perm. 1961 wurde er Leiter der Abteilung Algebra und Geometrie des Ablegers des Steklow-Instituts in Swerdlowsk. Von 1965 an war er bis zu seinem Tod Leiter der Algebra-Abteilung der Akademie der Wissenschaften der Ukrainischen SSR und ab 1967 war er Mitglied der Akademie.
Er befasste sich neben unendlichen Gruppen auch mit Endlichkeitsbedingungen in der Gruppentheorie und mit linearen Ungleichungen.

## Schriften
- mit A. G. Kurosch: Solvable and nilpotent groups. In: Uspekhi Mat. Nauka. Band 2, 1947, S. 18–59.
- Finiteness conditions in the general theory of groups. In: Usphekhi Mat. Nauka. Band 14, 1959, S. 45–96.
- Lineare Ungleichungen (= Hochschulbücher für Mathematik. Band 69). Deutscher Verlag der Wissenschaften, Berlin 1971.